# Prince rouge
Pour les articles homonymes, voir Prince rouge (homonymie).
L'expression prince rouge (chinois simplifié : 太子党 ; chinois traditionnel : 太子黨, « prince héritier du parti ») ou fils de prince, désigne les descendants des hauts dirigeants du Parti communiste chinois (PCC), qui accèdent par népotisme aux pouvoirs politique, économique et militaire en république populaire de Chine.
Xi Jinping, secrétaire général du PCC depuis novembre 2012, est particulièrement représentatif de cette catégorie sociale.

## Présentation
Les enfants issus de « familles rouges », c'est-à-dire de familles de la nomenklatura communiste, bénéficient de facilités sur le plan politique. Leur ascension au sein du Parti communiste chinois s'en trouve donc accélérée avec le guanxi, ou réseau. L'expression, les princes rouges, désigne les enfants, au sens large, des hauts dignitaires du PCC : leurs fils, leurs filles, mais aussi les « gendres, brus, fils ou filles adoptifs ».
Les descendants des dignitaires du PCC, ayant pris les pouvoirs politique et économique chinois, ont suivi les mêmes écoles, se marient entre eux et présentent les plus grosses fortunes d’Asie. Ils représenteraient près d’un tiers de la classe politique en Chine. De plus, de nombreux enfants des chefs du Parti communiste chinois étudient à l'université Harvard ou dans les grandes universités américaines et occidentales.
Parmi les 7 membres du nouveau Comité permanent, quatre sont des princes rouges dont Xi Jinping, président de la République depuis mars 2013 est présenté comme le chef de la faction des princes rouges, il s'oppose à la faction de la Ligue de la jeunesse, dont le chef de file est l'ancien président chinois, Hu Jintao.
Par ailleurs, les princes rouges sont proches de la faction de Shanghai menée par l'ancien président Jiang Zemin: Xi Jinping fut le patron du Parti communiste à Shanghai.

## Analyses
Martine Bulard indique que les princes rouges occupent des postes au sein de l’appareil du parti communiste chinois, mais sont essentiellement à la tête des grands groupes publics ou semi-publics. Ils seraient en compétition avec les responsables communistes aux origines sociales plus modestes ayant fait carrière à partir de la Ligue de la jeunesse communiste.
Dans son ouvrage La Chine m'inquiète de 2008, le sinologue Jean-Luc Domenach estime que la Chine est dirigée par une « aristocratie dangereuse ». Cette aristocratie est issue des plus hauts rangs du Parti communiste chinois de l'après-Mao. Elle fonctionne par clan familial. Dans de nombreux cas, ce sont « les épouses, les maîtresses ou les parents qui négocient et récoltent les sommes demandées ». Avec la position politique de leur chef, des grandes familles « disposent d'un accès privilégié aux gros postes et à la richesse ». 8 371 membres et cadres du Parti communiste chinois selon une source de Hong Kong et 4 000 fonctionnaires selon une source japonaise ont quitté le pays en emportant 50 milliards de dollars. Pour Jean-Luc Domenach « le pays est littéralement la propriété du cercle restreint des princes rouges ».
L'économiste chinoise He Qinglian dénonçait déjà en 2000 la « corruption systémique » au sein des familles et des clans des dirigeants chinois avec un membre d'une famille qui fait de la politique et les autres des affaires ; « une famille, deux systèmes ».
Marie-Claire Bergère précise que les « petits princes (taizi) » ont fréquenté les meilleures écoles et universités (à l'étranger pour certains) et se marient entre eux formant ainsi une « noblesse rouge ». Les investisseurs chinois ou étrangers les utilisent comme intermédiaires auprès du pouvoir en place. Ils sont les gestionnaires d'entreprises publiques ou à la tête d'entreprises qu'ils ont créées eux-mêmes avec des partenariats d'entreprises étrangères, ils figurent parmi les principaux bénéficiaires de la réforme économique. « Ces privilégiés dont les entreprises bénéficient de crédits officiels, de concessions et de monopoles, n'ont pas à redouter la réprobation de l'opinion publique : la presse n'a même pas le droit d'évoquer leurs noms ».
Alexandre Vatimbella considère que cette « caste vit souvent en dehors de la réalité et est une des plus corrompues du pays ». Selon le Consortium international pour le journalisme d'investigation, 20 000 Chinois seraient impliqués dans des compagnies offshore basées dans les paradis fiscaux. En particulier des membres des familles du président Xi Jinping, de l'ancien premier ministre Wen Jiabao, de Deng Xiaoping, de l'ancien premier ministre Li Peng, de l'ancien président Hu Jintao, de Peng Zhen (un des huit immortels du Parti communiste chinois) mais aussi de grands responsables économiques comme Ma Huateng, Yang Huiyan, Huang Guangyu, Wei Jianghong, Zhang Xin.

## Exemples
Les princes rouges se retrouvent dans les sphères politique, économique et militaire de la République populaire de Chine.
Pour l'universitaire Willy Lam, Deng Xiaoping souhaitait ne pas laisser « trop de fils de princes » occuper des postes au sein du gouvernement et du Parti communiste. Les princes rouges furent incités à entrer dans le monde des affaires. Ainsi les fils de Deng Xiaoping, Deng Pufang et Deng Zhifeng, s'investirent dans le monde économique chinois. De même pour les enfants de représentants de la troisième et quatrième génération comme ceux de Zhu Rongji, Jiang Zemin, Hu Jintao et Wen Jiabao. Par exemple, Bo Xilai est entré au Comité central uniquement en 2002 alors même que, des années auparavant, il s’était forgé une réputation de « seigneur de la guerre » en industrialisant la province du Liaoning.
| Prince rouge            | Professions / qualités | Famille | Précisions |
| ----------------------- | --- | --- | --- |
| Bo Xilai                | Chef du parti communiste de la ville-province de Chongqing, ancien ministre du Commerce de la République populaire de Chine | Fils de Bo Yibo, compagnon de Mao Zedong puis rallié à Deng Xiaoping. | L'ascension politique de Bo Xilai s'interrompt en 2012 dans le cadre d'affaires financières et criminelles, incluant celle du meurtre de Neil Heywood, dans laquelle son épouse Gu Kailai est condamnée,. Il est démis de ses fonctions de chef du parti communiste et exclu du Comité central du PCC. Lors de son procès tenu en août 2013, il a été condamné à la prison à vie. Son fils Bo Guagua (en) vit aux États-Unis,.                                                                   |
| Chen Haosu              | Chen Haosu est le président de l’Association du Peuple Chinois pour l’Amitié avec l’Étranger (CPAFFC). | Fils du maréchal Chen Yi | |
| Chen Yuan (en)          | Gouverneur de la Banque de développement de la Chine. | Fils de Chen Yun. | Chen Yun est un des huit immortels du Parti communiste chinois. |
| Deng Pufang et Deng Nan | Deng Pufang assurera à plusieurs reprises la présidence de la fédération chinoise des handicapés. Deng Nan a été ministre des sciences et des technologies de la République populaire de Chine entre 1998 et 2004. | Enfants de Deng Xiaoping. Plusieurs membres de la famille Deng possèdent des intérêts à Hong-Kong. | Pendant la révolution culturelle, à la suite d'un accident provoqué par les gardes rouges, Deng Pufang deviendra paraplégique. En 2013, le petit-fils Deng Zhuodi, né aux États-Unis, diplômé de l'Université Duke en Caroline du Nord et âgé de 28 ans, est désigné comme responsable dans un secteur rural de la province du Guangxi. |
| Famille de Hu Jintao    | En 2008, son fils Hu Haifeng est promu Secrétaire du parti communiste de Tsinghua Holdings, qui contrôle Nuctech et plus de 20 autres sociétés. Hu Jinhua, cousin de Hu Jintao, est actionnaire de nombreux laboratoires pharmaceutiques. Hu Jinxing, un autre cousin, copréside avec son fils Hu Yishi le « Kaiyuan group ». Hu Yishi assure les fonctions de directeur exécutif de la chaîne Sun Television et de Zhong Fa Zhan Holdings. | Hu Jintao a été secrétaire général du Parti communiste chinois (PCC) du 15 novembre 2002 au 15 novembre 2012 et président de la république populaire de Chine du 15 mars 2003 au 14 mars 2013.                 | Hu Jintao, ami de Hu Deping, devient un familier de Hu Yaobang. Ce dernier installe Hu Jintao à la tête de la Ligue de la jeunesse communiste chinoise. Sa sœur Hu Haiqing, est mariée à Mao Daolin, ancien patron du site Internet Sina.com.En 2012, Xi Jinping rencontrera Hu Deping (en) économiste et fils de Hu Yaobang,. |
| Jiang Mianheng          | Jiang Mianheng est cofondateurs de Grace Semiconductor Manufacturing Corporation et vice-président de l'Académie chinoise des sciences de 1999 jusqu'en novembre 2011. | Fils de Jiang Zemin ancien secrétaire général du Parti communiste chinois et président de la république populaire de Chine                                                                                     | Jiang Mianheng est titulaire d'un doctorat en génie électrique de l'université Drexel située aux États-Unis. En 2011, Jiang Mianheng a été démis de son poste et accusé de corruption et de détournement de fonds. |
| Kong Dongmei            | Femme d'affaires | Petite-fille de Mao Zedong | Kong Dongmei et son mari Chen Dongsheng figurent au 242e rang d'une liste de riches Chinois établie par un magazine financier chinois. Leurs fortunes sont estimées à 620 millions d'euros. Kong Dongmei aurait enfreint la politique de l'enfant unique avec trois enfants. |
| Li Xiaolin              | Li Xiaolin est une femme d'affaires et dirige l'entreprise de production d'énergie China Power International Development (en) l’un des cinq plus gros producteurs d’énergie chinois. | Fille de l’ancien premier ministre Li Peng, lui-même fils adoptif de Zhou Enlai. | Son frère Li Xiaopeng, est, depuis 2013, gouverneur de la province de Shanxi. |
| Li Yuanchao             | Ancien secrétaire général du parti de la province du Jiangsu, Li Yuanchao est vice-président de la république populaire de Chine depuis le 14 mars 2013 et membre du bureau politique du Parti communiste chinois | Son père avait occupé le poste de vice-maire de Shanghai. | Son fils Li Hanjin est diplômé de gestion financière de l’Université de Fudan. Il a travaillé comme représentant aux États-Unis de la société pharmaceutique suisse Novartis, puis il suit des études à l'université Harvard. |
| Liu Yuan                | Général de l'Armée populaire de libération et commissaire politique du Département Général de la Logistique de l'Armée populaire de libération. | Son père Liu Shaoqi a été président de la République, renversé et arrêté lors de la Révolution culturelle, il décède en 1969.                                                                                  | |
| Mao Xinyu               | Mao Xinyu est général de l'APL. Il est chercheur spécialisé en « stratégie Mao Zedong » à l'Académie des sciences militaires. | Petit-fils du Grand Timonier et fils de Mao Anqing (en) (1923-2007) né du mariage de Mao avec Yang Kaihui | En 2010, Mao Xinyu est devenu à 40 ans, le plus jeune général de l'APL. Cette nomination a fait l'objet de critiques. |
| Rong Zhijian            | Ancien responsable de la CITIC Pacific, filiale de la CITIC Group. | Son père Rong Yiren a été notamment vice-président de 1993 à 1998. Il est le fondateur du CITIC Group. | Wang Jun, fils de Wang Zhen l'un des « huit immortels » du Parti communiste chinois, succédera à Rong Yiren. |
| Wang Qishan             | Wang Qishan est membre du 18e Politburo du Parti communiste chinois depuis novembre 2012. | Son père était à la tête de la province du Shanxi et son beau-père, Yao Yilin, vice-premier ministre. | Wang Qishan fut le gouverneur de la China Construction Bank de 1994 à 1997. De 2004 à 2007, Wang a été le maire de Pékin. |
| Famille de Wen Jiabao   | Sa fille Wen Ruchun a reçu de la holding financière JPMorgan Chase une rémunération de 75 000 dollars par mois, par l'intermédiaire d'un cabinet dirigé par une certaine Lily Chang alias de Wen Ruchun, ce cabinet comportant 2 personnes dont Lily Chang. Une enquête est engagée sur les conditions de ce contrat par la Securities and Exchange Commission, organisme anti-corruption de la bourse de New York. Le fils Wen Yunsong a revendu sa société de technologie à un tycoon hongkongais. Puis il a créé une société de capital-investissement devenue l'une des plus importantes de Chine et dans laquelle le gouvernement de Singapour est associé. | Wen Jiabao a été Premier ministre de 2003 à 2013. | Selon The New York Times, la famille proche de Wen Jiabao possèderait, en 2012, une fortune d'au moins 2,7 milliards de dollars,. Selon cette enquête, la famille de M. Wen possède des « intérêts diversifiés dans des banques, des bijouteries, des stations touristiques, des compagnies de télécommunication et des projets d’infrastructure, en recourant parfois à des entités offshore ».                                                                                                 |
| Famille de Wu Bangguo   | Wu Bangguo est marié à Zhang Ruizhen qui dirige la « Shanghai Feilo Acoustics », une entreprise cotée à la bourse. Son frère Wu Bangjie dirige un fonds d’investissements « Shanghai Kaiwan Investment Management ». | Wu Bangguo a été entre 2003 et 2013, le Président du Comité permanent de l'Assemblée nationale populaire | Wilson Feng (ou Feng Shaodong) , est le beau-fils de Wu Bangguo et dirige un fonds d’investissement, partenaire de la Banque industrielle et commerciale de Hong Kong. |
| Xi Jinping              | Président de la république populaire de Chine depuis le 14 mars 2013, secrétaire général et président de la Commission militaire centrale du Parti communiste chinois depuis 2012. Son beau-frère est Deng Jiagui, un richissime promoteur immobilier, propriétaire à 50% d'une société immatriculée aux îles Vierges britanniques | Fils de Xi Zhongxun, proche de Mao Zedong, ancien vice-président de l'Assemblée populaire et vice-Premier Ministre. Victime d'une purge en 1962 puis réhabilité lors de la prise du pouvoir de Deng Xiaoping,. | Xi Jinping a passé les premières années de sa vie, à Zhongnanhai, la « nouvelle cité interdite » des dirigeants du Parti communiste. Xi Jinping est élevé dans un « milieu privilégié », la famille de Xi a sa propre cuisinière, des nounous pour les enfants et une voiture avec chauffeur est à disposition.En 1969, lors de la Révolution culturelle, il est envoyé comme travailleur rural dans le Shaanxi, ancienne base révolutionnaire de son père, et Xi Jinping y est bien accueilli,. |
| Yu Zhengsheng           | Depuis le 15 novembre 2012, Yu Zhengsheng est membre du Comité permanent du bureau politique du Parti communiste chinois. | Il est le fils de Yu Qiwei (alias Huang Jing) un homme politique communiste. | Yu Qiwei a été le premier mari de Jiang Qing, la dernière femme de Mao Zedong. Son frère Yu Qiangsheng s'est réfugié aux États-Unis en 1985. |
| Zeng Qinghong           | Zeng Qinghong fut vice-président de la république populaire de Chine de 2003 à 2008. | Fils de Zeng Shan (en), un révolutionnaire et ancien ministre de l'intérieur. | Zeng Qinghong devint membre du Politburo et membre du secrétariat du comité central du Parti communiste chinois durant le 16e congrès du parti en 2002. Son fils Zeng Wei est un homme d'affaires. |
| Zhu Yunlai (en)         | Zhu Yunlai a fait des études aux États-Unis. Il est l'un des dirigeants de la China International Capital Corporation, banque d'investissement sino-étrangère située à Hong Kong. | Fils de Zhu Rongji, Premier ministre de la République populaire de Chine de 1998 à 2003. | |

### Note
1. ↑  Professeur associé au Département d’histoire et au sein du programme d’économie politique mondiale de l’Université chinoise de Hong Kong. Également professeur associé au département d’études chinoises de l’Université internationale d’Akita au Japon.